# Lolo (Montana)
Lolo é uma Região censo-designada localizada no estado americano de Montana, no Condado de Missoula.

## Demografia
Segundo o censo americano de 2000, a sua população era de 3388 habitantes.

## Geografia
De acordo com o United States Census Bureau tem uma área de
25,1 km², dos quais 24,6 km² cobertos por terra e 0,5 km² cobertos por água.

## Localidades na vizinhança
O diagrama seguinte representa as localidades num raio de 20 km ao redor de Lolo.